# Медикалізація
Медикаліза́ція — процес в суспільстві, під час якого людські проблеми, поведінку чи певний стан починають розглядати як медичну проблему. Коли звичайна людська проблема означена як медична, вона стає предметом медичних досліджень, діагностики, профілактики або лікування. Агентами медикалізації можуть бути як медпрацівники, так і прості люди. Медикалізація може відбуватися під впливом соціальних або економічних факторів, виникнення нових фармацевтичних препаратів або заходів лікування, а також нових гіпотез щодо людського стану.
Медикалізацію досліджують з точки зору соціології, а саме ролі та влади фахівців, пацієнтів та корпорацій. Соціологи розглядають які наслідки має медикалізація для самоідентифікації простих людей та як вона впливає на рішення людей, які оточені певними ідеями про що є здоров'я та хвороба. Коли певний стан людини визначили як медичний, суспільство переходить від оцінки цього стану з точки зору соціальної моделі інвалідності до медичної моделі інвалідності. Медикалізація також відома як «патологізація» або «торгівля хворобами».